# Seminole
I seminole (pronuncia: /se.mi.'nɔ.le/) sono una popolazione dell'America settentrionale della famiglia linguistica muscoghiana e dell'area culturale sudorientale, che abitano attualmente le paludi della Florida meridionale.

## Storia
I seminole derivano dai membri della confederazione creek e dei chickasaw che nel XVIII secolo si stabilirono in Florida a causa della sovrappopolazione delle proprie sedi di origine. A queste prime comunità di migranti ("popolo in movimento", tale è il significato di "seminole" in lingua creek), si integrarono successivamente altre tribù minori e gruppi di schiavi neri fuggitivi, dando vita ad una delle più combattive confederazioni indiane del Nord America.
Con l'integrazione e i matrimoni interrazziali con i neri, i seminole crebbero di popolazione e di conseguenza di potere; infatti istituirono scuole all'interno della comunità, grazie agli ex schiavi che avevano imparato a leggere e scrivere (di nascosto, perché non era permessa l'istruzione ai neri). In virtù di ciò il governo li temeva, poiché il capo Osceola aveva rifiutato di firmare il contratto-truffa con il quale il governo si sarebbe impossessato delle loro terre.

### Guerre
Tra il 1814 e il 1818 combatterono la prima guerra seminole con gli USA, finita in sconfitta.
Oppostisi strenuamente all'esodo imposto dagli Stati Uniti dopo l'acquisizione della Florida, combatterono altre due guerre, fra le più violente dei nativi americani. Questi conflitti non valsero tuttavia a piegare la resistenza dei seminole, l'unica nazione indiana che non concluse mai trattati con i bianchi. In seguito all'acquisto della Florida, che era una colonia spagnola, gli statunitensi decisero di appropriarsi delle terre dei seminole, ma questi come molte delle tribù native si opposero con forza, scatenando una guerriglia incessante. Gli statunitensi erano superiori per armamento e numero, ma il valore dei guerrieri, la tenacia di tutti i membri e la conoscenza delle paludi della Florida concesse ai seminole di resistere, seppur venendo decimati e costretti ad una vita disagiata. 
La seconda guerra seminole durò dal 1835 al 1842, e la terza dal 1855 al 1858.
Dopo anni di lotta alla fine i seminole sopravvissuti furono deportati in Oklahoma, mentre una parte minore rimase libera nelle paludi, nel centro più inospitale delle Everglades.
Le guerre seminole costarono agli yankee assai più dell'acquisto della medesima terra dove furono combattute.

### Autonomia
L'autonomia dei seminole fu di fatto riconosciuta nel 1923 dagli Stati Uniti d'America con la costituzione in riserva dei territori occupati dalla nazione. È l'unica tribù che non si arrese all'esercito statunitense. In seguito il governo chiese la loro collaborazione in qualità di "scout" ed interpreti in occasioni di incontri diplomatici con le altre tribù. I seminole della Florida raggiunsero un accordo formale con il governo degli Stati Uniti nel 1957 in cui fu confermata la loro sovranità sui territori tribali e venne definito un indennizzo per i territori confiscati. Da allora le tribù hanno sviluppato economie basate principalmente sulla vendita di tabacco (tax-free),
sul patrimonio culturale, su attività legate al turismo
e sul gioco d'azzardo.

## Le abitazioni e l'economia

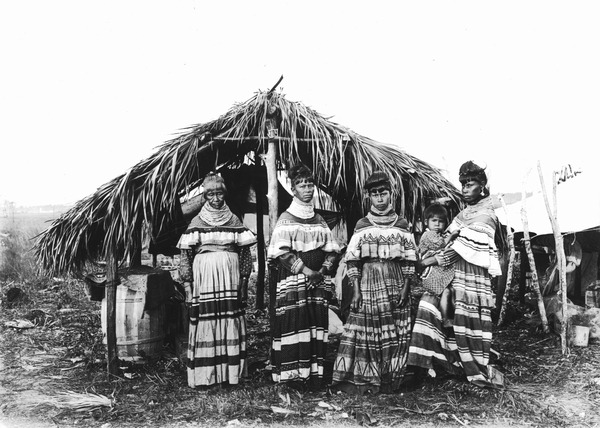
Famiglia seminole, Cypress Tiger, accampamento presso Kendall, Florida, 1916. Fotografia scattata dal botanico John Kunkel Small.

L'abitazione tipica dei seminole, il chickee, nacque durante i primi dell'Ottocento quando i seminole, incalzati dalle truppe statunitensi, avevano bisogno di un riparo provvisorio e veloce durante gli spostamenti.
Il chickee è una casa aperta su palafitte con piattaforma in legno e tetto di paglia e senza muri esterni. La casa veniva costruita sistemando grossi pali sul piano tra i tronchi. Il pavimento era costituito di grandi stuoie coperte con corteccia di cipresso e foglie di palma. Il tetto declinava dal centro. Per arrampicarsi sul piano veniva usata una scala a pioli. Il fuoco veniva acceso fuori dalla casa.
L'economia era essenzialmente agricola. Oggi i seminole sono proprietari della catena Hard Rock Cafe.